# Осадчук Марія Луківна
Осадчук Марія Луківна, уроджена Карлаш (нар. 24 листопада 1939 у селі Костянтинопіль Велико-Янісольського (тепер Великоновосілківського) району Донецької області УРСР, Україна) — український мовознавець-германіст, викладач, лексикограф, перекладач, кандидат філологічних наук (1985), доктор філософії у філологічних науках (1999), професор (1998), Ветеран праці, відмінник освіти України.

## Життєпис
Марія Луківна Осадчук (уроджена Марія Луківна Карлаш) народилася 24 листопада 1939 року в с. Костянтинопіль Велико-Янісольського (тепер Великоновосілківського) району на Донеччині. У 1956 році закінчила навчання в середній школі села Нескучного Донецької області. Одразу після закінчення школи – працювала відкатницею в Донецькому будівельному шахтопрохідницькому управлінні «Шахтоспецбуд».У 1958 р. вступила на факультет німецької мови Київського державного педагогічного інституту іноземних мов (нині Київський національний лінгвістичний університет).
Вид діяльності: викладач іноземних мов (німецька, англійська мови), мовознавець-германіст, лексикограф, перекладач.

## Родовід
Батько: Карлаш Лука Савич (26.11.1906-9.09.1943) — ветфельдшер 
Мати: Карлаш Євдокія Іванівна (16.03.1908-24.01.1995) — вчителька молодших класів
У шлюбі: Осадчук Володимир Степанович (*1938)
Діти: дочка Олена Осадчук-Кьоніг (*1964), син Олександр Осадчук (*1969)

## Основні віхи життя та діяльності
24.11.1939 - народилася в селі Константинополі на Донеччині;
1946 - 1956 - навчання в середній школі села Нескучного Донецької області;
1956 - 1958 - робота на шахті;
1958 -1963 - студентка Київського державного педагогічного інституту іноземних мов;
1961 - 1979 - перекладач німецької мови в Інтурбюро Української Республіканської Ради по туризму та екскурсіях;
1963 - 1964 - вчителька Хоцьківської середньої школи Переяслав-Хмельницького району Київської області;
1965 - 1966 - викладач кафедри іноземних мов Київського технологічного інституту харчової промисловості;
1966-1985 - викладач, старший викладач, доцент Вінницького політехнічного інституту;
1977 - навчання на Міжнародних курсах германістів, Технічний інститут міста Карл-Маркс-Штадт (зараз  місто Хемніц), Німеччина;
1980-1984 - аспірантка Інститут мовознавства імені О.О.Потебні Академії Наук УРСР (зараз НАН України);
1985-1998 - завідувач кафедри іноземних мов Вінницького політехнічного інституту (зараз Вінницький національний технічний університет);
1987 - стажування в Дрезденському технічному університеті, місто Дрезден, Німеччина;
1998-2009 - завідувач кафедри філології Вінницького інституту регіональної економіки та управління (зараз Вінницький фінансово-економічний університет);
2009-2015 - професор на кафедрі економічних і гуманітарних дисциплін Вінницького фінансово-економічного університету.
Співпрацювала з :
- Тернопільська Академія народного господарства (зараз Тернопільський національний економічний університет), (доцент кафедри іноземних мов);
- Академія прикордонних військ України (зараз Національна Академія Прикордонної служби України імені Б.Хмельницького), місто Хмельницький, (професор кафедри англійської філології);
- Київський університет права Національної Академії наук України, (професор кафедри спеціальних юридичних дисциплін та європейського права);
- Вінницький державний педагогічний університет імені Михайла Коцюбинського. Інститут іноземних мов, (голова державної екзаменаційної комісії);
- Вінницький гуманітарно-педагогічний коледж. Філологічний факультет, (голова державної екзаменаційної комісії).

## Наукові ступені та вчені звання
1985 - кандидат філологічних наук;
1988 - отримала звання доцента;
1998 - отримала звання професора;
1999 - доктор філософії у філологічних науках.

## Нагороди
- Медаль Ветеран праці; медаль Платона (За значний внесок у навчання і дослідження мов).
- Знак Відмінник освіти України;
- Внесення в міжнародні реферативні книги: «Жінки України», Київ, «Фенікс», Україна; «2000 інтелектуалів XXI століття»,
- Міжнародний біографічний центр; Кембридж, Англія.
- Почесна грамота управління освіти і науки Вінницької обласної державної адміністрації;
- Почесна грамота обласної державної адміністрації та обласної ради;
- Почесні грамоти університетської адміністрації Вінницького національного технічного університету та Вінницького фінансово-економічного університету;
- Почесні грамоти і дипломи Вінницького обласного комітету по спорту за призові місця в літньому і зимовому багатоборстві.

## Удосконалення кваліфікації
- 1977 - вивчала германістику на Міжнародних курсах германістів в Технічному інституті міста Карл-Маркс-Штадт, НДР (тепер місто Хемніц, Німеччина);
- 1981 (вересень-грудень) - вчилася на факультеті підвищення кваліфікації в Київському національному лінгвістичному університеті (місто Київ, Україна);
- 1987 (лютий-липень) вивчала германістику в Дрезденському Технічному університеті (секція Прикладного мовознавства Інституту фахової мови (місто Дрезден, Німеччина);
- 1993—1998 відвідувала курси розмовної англійської мови, які проводилися в Україні (Київ, Ірпінь, Вінниця) викладачами із США та Англії.

За період роботи у вищих навчальних закладах України брала участь (виступи з науковими доповідями та друкування тез) у багатьох міжнародних, регіональних, університетських наукових конференціях, форумах, симпозіумах, зокрема:
- XV-th International Congress of Onomastic Sciences. Karl-Marx-Universität, Leipzig, DDR. 13-17 August, 1984.
- Міжнародна наукова конференція «Іноземні мови в науковій діяльності спеціаліста». - Ташкент, 14-18 жовтня. - Ташкент,Узбекистан, 1991.
- Всесоюзна науково-методична конференція «Проблеми навчальної лексикографії, стан і перспективи розвитку». - Сімферополь, Крим, 1992.
- Всеукраїнська міжвідомча наукова конференція «Нові підходи до філології у вищій школі». - Мелітополь,1992.
- Регіональна науково-методична конференція «Нові технології у викладанні іноземних мов у вищій школі». -  Донецьк, 1997.
- 5, 6, 7, 8 -а Міжнародна науково-практична конференція «Мова для спеціальних цілей». Інститут Міжнародних відносин Київського національного університету імені Тараса Шевченка : Київ, 1999, 2000, 2001, 2007.
- Міжнародний симпозіум «Наука і підприємництво». - Вінниця-Кам'янець-Подільський,2003.
- Inaugural World Forum «Who's Who». International Biographical Centre, Cambridge; Catherine's College, Oxford, England. July 4-9, 2006.
- 2-а Міжнародна наукова конференція «Іншомовна комунікація : досягнення і перспективи». - Тернопіль : Тернопільський національний економічний університет. - Тернопіль, 2008.
- Перша — дванадцята Міжнародна наукова конференція «Проблеми української науково-технічної термінології». – Львів : Національний університет «Львівська політехніка». -  Львів, 1991-2012 р.

## Творчий здобуток
Наукові роботи присвячені дослідженню фахових мов, наукової термінології таких галузей наук як: радіоелектроніка, обчислювальна техніка, кібернетика, математика, економіка, менеджмент в германських та слов'янських мовах, а також лексикографії, культурі мовлення, методиці викладання іноземних мов у вищій школі.
 Опубліковано понад 120 наукових праць.

Книги і словники
- Словник-довідник «Ринкова економіка» (українською, російською, англійською, німецькою мовами). - Вінниця : УНІВЕРСУМ. - 1997. - 320 с. - 966-7199-12-6.
- Англо-російсько-український словник математичних термінів. 16 000 термінів. (Співавтор О. В. Осадчук). - Вінниця : УНІВЕРСУМ. - 2006. - 380 с. ISBN 966-641-160-1.
- «Вічні істини про слово». - Вінниця : ТОВ «Меркьюрі-Поділля». , 2014. – 240 с. ISBN 978-617-7230-23-5.
- «Священне вміння говорити» (українською, російською, англійською, німецькою, латинською мовами). - Вінниця : ТОВ «Меркьюрі-Поділля», 2014. – 768 с. ISBN 978-966-2696-89-9.
- «Das Wort im Leben» («Слово в житті» — німецькою мовою) у співавторстві з Е. Кьоніг. - Вінниця : ТОВ «Меркьюрі-Поділля». - 2017. – 552 с. - ISBN 978-966-8571-84-8.

Монографії
- «Структура і семантика термінологічних неологізмів (німецько-російські паралелі)». Деп. в ДНТБ України № 33-УК 96 РГАСНТІ 16 21. Київ. 03.01.96.
- Колективна монографія під ред. проф. А. М.  Науменко «Нові підходи до вивчення і викладання філології у вищій школі». Розділ : «Термінологія і фрейми». - Київ, 1994.

Навчальні посібники
- Навчальний посібник з граматики англійської мови (для студентів економічних спеціальностей денної та заочної форми навчання). - Вінниця : ВІРЕУ, 2003. - 64 с.
- «All about Management» («Все про менеджмент») : збірник текстів для читання з ділової англійської мови. - Вінниця : ВІРЕУ, 2004. - 176 с.
- «AUDIO SCRIPT : збірник текстів для аудіювання по курсу «English in 20 Minutes a Day». - Вінниця : ВІРЕУ, 2009. - 126 с.

Вибрані статті
- Семантичні зміни як один із термінотворчих способів підмови обчислювальної техніки : збірник «Галузева термінологія і лексикографія». – Воронеж : Вид-во Воронежського ун-ту, 1984.
- Діахронічні процеси в німецькій термінології по радіоелектроніці / Іноземна філологія. -  Львів : Вид-во Львівського ун-ту. - Львів, 1986.
- Термінологія по обчислювальній техніці і моделювання знань : збірник «Застосування математичних методів і обчислювальної техніки в управлінні». - Тбілісі : Вид-во Тбіліського політехнічного ін-ту. - Тбілісі, 1989.
- Німецькі термінологічні неологізми як проблема перекладу.  «Семантико-синтаксичні складнощі перекладу науково-технічної літератури і документації». - Калуга, 1990.
- Про переклад німецьких комплексних термінологічних неологізмів : збірник «Питання теорії і практики перекладу науково-технічної літератури». - Пенза, 1990.
- Семантичні мережі для представлення нової інформації: збірник «Проблеми науково-технічного перекладу і здобування інформації із зарубіжних джерел». - Ташкент, Узбекистан, 1990.
- Способи створення і рішення учбово-проблемних ситуацій при навчанні іноземній мові: збірник «Іноземні мови у вищій школі». - Свердловськ : Вид-во Уральського політехнічного ін-ту. - Пенза, Росія.-1991.
- До проблеми семантичних полів в науково-технічній термінології. Наукові праці «Дослідження в царині гуманітарних наук». - Орел : Вид-во Орловського політехнічного ін-ту, 1995.
- Оптимізація навчання англійській письмовій фаховій мові : збірник «Актуальні проблеми викладання іноземних мов у вищій школі». - Донецьк : Вид-во ДонДУ, 1999.
- Основні шляхи формування української термінології з обчислювальної техніки : збірник «Військова та військово-технічна термінологія». - Житомир : Військовий інститут радіоелектроніки. - Вип. 10. - 1999.
- Власні імена в математичних термінах : збірник наукових праць державного університету «Львівська політехніка» «Проблеми української термінології». -  Львів, 2002.
- Застосування семантичних полів для інтенсифікації навчання англійській військовій термінологічній лексиці  : збірник наукових праць Національної Академії Прикордонних військ. -  Хмельницький. - 21 ч. ІІ. - 2002.
- Лексико-семантична характеристика іншомовних запозичень. Наукові Записки. Сер. : «Філологія» : Вид-во Вінницького державного педагогічного університету. - Вінниця, 2003.
- Функціонально-стилістична характеристика англійської військової термінології : збірник наукових праць Національної Академії Прикордонних військ. - Хмельницький. - 23 ч. ІІ. - 2003.
- Деякі когнітивні моделі для вивчення англійської військової термінології : збірник наукових праць Національної Академії Прикордонних військ. - Хмельницький. - 27 ч. ІІ. - 2004.
- Категорія діяча у формуванні англійської військової термінології : збірник наукових праць Національної Академії Державної прикордонної служби України ім. Бог-дана Хмельницького. - Хмельницький, 2005.
- Лексико-семантичне поле термінів категорії діяча : збірник «Мовні та концептуальні картини світу» (До 90-річчя від дня народження професора Ю. О. Жлуктенка). - Київ : Вид-во КНУ ім. Т.Шевченка. - Вип. 17. - 2006.
- Семантичний аспект вивчення назв діячів в економічній термінологічній системі англійської мови : збірник наукових праць «Актуальні проблеми філології та перекладознавства». - Хмельницький : Вид-во Хмельницького національного ун-ту, 2007.
- Абревіатури в англійській економічній термінології. Наукові Записки. Сер. : Філологія (мовознавство). До 100-річчя Вінницького державного педагогічного університету ім. М. Коцюбинського. -  Вінниця. - Вип. 14. - 2011.
- Міжкультурна комунікація і вивчення іноземних мов // Вісник Вінницького фінансово-економічного ун-ту «Актуальні регіональні проблеми економіки, права, управління та соціальної сфери» ВФЕУ. - Вінниця. - Вип. 14. - 2011.
- Огляд методів навчання іноземним мовам : збірник наукових праць ВФЕУ. - Вінниця, 20012.
- Українська математична термінологія в англо-російсько-українському словнику математичних термінів // Вісник нац. ун-ту «Львівська політехніка» : «Проблеми української термінології». - Львів. Вип. 733. - 2012.
- Навчання англомовній лексиці студентів-економістів // Вісник науково-методичних досліджень Вінницького гуманітарно-педагогічного коледжу. - Вінниця, 2012.

Посилання:
1. Пономаренко Л. А. Міжнародний довідник «Хто є хто з термінологів». - Житомир. – 1998.
2. «Жінки України». Біографічний енциклопедичний словник / під ред. М. А. Орлик. - Київ : «Фенікс». - 2001.
3. «2000 Outstanding Intellectuals of the 21st Century» (укр. «2000 видатних інтелектуалів 21-го століття»). Publisher Nicholas S. Law. International Biographical Centre, Cambridge, England. – 2003.
4. Dr. M. Kowalewsky. «Sowjetische Deutschlehrer begannen Weiterbildungskurs» (укр."Радянські викладачі німецької мови розпочали курс удосконалення знань з мови") : «UniversitätsZeitung», Organ der SED-Kreisleitung Technische Universität Dresden. / Dresden, Deutschland / Орган окружного управління Соціалістичної єдиної партії Німеччини Дрезденського Технічного університу // Дрезден, Німеччина. №  66 від 25 березня 1987.
5. Андрій Мазур. «Дорога до вершин» // Вінницька газета (Газета Вінницької Громади). - 1999. - 2 грудня (№ 143).
6. П. С.  ;Мартинюк. «Вітаємо з визнанням» // Вузівські вісті. - 2002. - 6 березня (№ 35).
7. І. М.  Паюк. «Жінки: такі схожі, такі різні … або кафедра філології про себе і не тільки» // Вузівські вісті. - 2005. - 4 березня (№ 63).
8. І. М. Паюк. « Розвиваємо мову, мовлення, мислення» // Вузівські вісті. - 2008. - 17 грудня (№ 93).
9. Андрій Мазур. «Берегиня родинного затишку і науки» // Нова Вінницька газета. Розділ «Людина та світ». - 2009. - 25 листопада (№ 47). - С.17.
10. С. І. Моїсеєнко. «Спочатку було слово» // Вузівські вісті. - 2014. - 14 листопада (№ 146).